# روبی هاچی
روبی هاچی (به انگلیسی: RobiHachi) یک مجموعه تلویزیونی انیمه ژاپنی ۱۲ قسمتی است که توسط استودیو کامت تولید شده است. این سریال از ۸ آوریل تا ۲۴ ژوئن ۲۰۱۹ پخش شد. خط داستانی آینده‌نگر است اما به داستان قدیمی توکایدوچو هیزاکوریگه اشاره دارد.

## شخصیت‌ها
روبی یاجی (ロビー・ヤージ)
صدا‌پیشگی از کازویا ناکای
هاچی کیتا (ハッチ・キタ)
صداپیشگی از کیسوکه کوموتو
یان (ヤン)
صداپیشگی از توموکازو سوگیتا
ایکو (イック)
صداپیشگی از دایسوکه ساکاگوچی
آرو (アロ)
صداپیشگی از سوبارو کیمورا
گورا (グラ)
صداپیشگی از شینوسوکه توکودومه

## داستان
ماجرا از بدبیاری‌های روبی شروع می‌شود. روبی بیچاره یکی پس‌از دیگری شغلش، مالش و نامزدش را از دست می‌دهد. یک شب هنگامی که گرفتار آدم‌های خلافی شده بود هاچی به او کمک کرد تا از دستشان فرار کند و روبی از او تشکر کرد. کم‌کم بین روبی و هاچی دوستی شکل گرفت تا اینکه روبی برای مدتی طولانی به هاچی بدهکار شد. هاچی دنبال او رفت تا اینکه هر دو در یک سفینه فضایی گرفتار شدند و زمانی که به خود آمدند بر فراز آسمان‌ها در فضا چرخان بودند. حال روبی و هاچی باید طبق برنامه این سفینه سیاره اسکندر (Isekandar) را پیدا کنند؛ سیاره‌ای که گفته می‌شود برای ساکنانش خوشبختی به ارمغان می‌آورد. 

## تولید
استودیو کامت در ۱۹ نوامبر ۲۰۱۸ به‌صورت رسمی روبی هاچی را معرفی کرد. این سریال ۱۲ قسمتی را شینجی تاکاماتسو کارگردانی می‌کند و هیروکو کاناسوجی اداره سریال و یوکو یاهیرو طراحی شخصیت‌ها را بر عهده دارد. این انیمه از ۸ آوریل تا ۲۴ ژوئن ۲۰۱۹ در آبما تی‌وی و ای‌تی-اکس پخش شد.
| شم. | عنوان | تاریخ انتشار اصلی |
| --- | --- | ----------------- |
| 1   | «همراهان سفر؛ سفر به ستاره» Transcription: "Tabi wa Michidure Journey to the Star" (ژاپنی: 旅は道連れ Journey to the Star) | ۸ آوریل ۲۰۱۹      |
| 2   | «حقیقت پیدا شده از یک اختاپوس» Transcription: "Tako Kara Deta Makoto" (ژاپنی: タコから出た真実)                            | ۱۵ آوریل ۲۰۱۹     |
| 3   | «پیکه در سیاره پلوتون» Transcription: "Meiōsei no Hoshi Urami" (ژاپنی: 冥王星の惑星恨み)                                   | ۲۲ آوریل ۲۰۱۹     |
| 4   | «مرفولک در انتهای قطب» Transcription: "Sao no Sakini Hangyojin" (ژاپنی: 竿の先に半魚人)                                    | ۲۹ آوریل ۲۰۱۹     |
| 5   | «دان همه درها را باز می‌کند» Transcription: "Jigoku no Sada Mo Don Shidai" (ژاپنی: 地獄の沙汰もドン次第)                    | ۶ مه ۲۰۱۹         |
| 6   | «سورپرایز کوئل» Transcription: "Ne Mimi ni Unagi" (ژاپنی: 根耳にウナギ)                                                    | ۱۳ مه ۲۰۱۹        |
| 7   | «سرزمین رویاها در پیش است» Transcription: "Issunsaki wa Yume no Kuni" (ژاپنی: 一寸先は夢の国)                              | ۲۰ مه ۲۰۱۹        |
| 8   | «سرهای من حلبی، دم‌هایی که گم می‌کنید» Transcription: "Mekaru ga Kachi" (ژاپنی: メカるが勝ち)                                | ۲۷ مه ۲۰۱۹        |
| 9   | «خانواده‌ای که به‌ هم می‌چسبند، هیزاکوریگر» Transcription: "Teishu no Sukina Hizakurigā" (ژاپنی: 亭主の好きなヒザクリガー)    | ۳ ژوئن ۲۰۱۹       |
| 10  | «هرگز در نزاع دوستان شرکت نکنید» Transcription: "Badi Kenka wa Inumokuwanai" (ژاپنی: 相棒喧嘩は犬も食わない)               | ۱۰ ژوئن ۲۰۱۹      |
| 11  | «شهرت مشترک یک اسکندر مشترک است» Transcription: "Ki'ite Gokuraku, Isekandaru" (ژاپنی: 聞いて極楽、イセカンダル)            | ۱۷ ژوئن ۲۰۱۹      |
| 12  | «رویای ماه، رویای زمین» Transcription: "Tsuki no Yume, Chikyū no Yume" (ژاپنی: 月の夢、地球の夢)                           | ۲۴ ژوئن ۲۰۱۹      |